# Karantaba (Jarra West)
Karantaba ist eine Ortschaft im westafrikanischen Staat Gambia.
Nach einer Berechnung für das Jahr 2013 leben dort etwa 1490 Einwohner, das Ergebnis der letzten veröffentlichten Volkszählung von 1993 betrug 1135.

## Geographie
Karantaba liegt in der Lower River Region im Distrikt Jarra West, rund 2,3 Kilometer westlich von Soma an der South Bank Road entfernt. Kani Kunda liegt in 1,3 Kilometer in nordwestlicher Richtung entfernt.

## Kultur und Sehenswürdigkeiten
Nach einer Auflistung des National Centre for Arts and Culture war Karantaba ein Standort eines Tatos.